# São Tomás de Aquino (Minas Gerais)
Pour les articles homonymes, voir Saint-Thomas-d'Aquin.
São Tomás de Aquino est une municipalité brésilienne de l'État du Minas Gerais et la microrégion de São Sebastião do Paraíso.